# Sanchorreja (kommunhuvudort)
Sanchorreja är en kommunhuvudort i Spanien.   Den ligger i provinsen Provincia de Ávila och regionen Kastilien och Leon, i den centrala delen av landet, 110 km väster om huvudstaden Madrid. Sanchorreja ligger 1 312 meter över havet och antalet invånare är 138.
Terrängen runt Sanchorreja är lite kuperad. Runt Sanchorreja är det mycket glesbefolkat, med 6 invånare per kvadratkilometer. Närmaste större samhälle är Ávila, 18,2 km öster om Sanchorreja. Trakten runt Sanchorreja består i huvudsak av gräsmarker.